# 骁骑营
骁骑营，中国古代军事组织。
晋朝就有骁骑营，以领军主持。清朝骁骑营为禁军之一。清太宗天聪八年（1634年）以固山额真（都统）随营马兵为阿礼哈超哈。清世祖顺治十七年（1660），定汉名为骁骑营。所管辖的营兵有马甲、领催、匠役。领催是马甲中优选者充任，掌佐领下册籍；匠役是弓匠、铁匠等匠，管理修制军器。本来是八旗兵中的主要作战部队。清朝统一中国后，八旗兵分驻京师与各地，于是有京师骁騎营与駐防骁骑营的区别。
- 京师骁骑营按八旗编制，八旗满洲、八旗蒙古、八旗汉军分编为二十四营，汉军骁骑营另设枪营、炮营、藤牌营。由各旗都统直辖，下设骁骑参领、佐领、骁骑校分辖属兵，定期操练，守卫各处库房、衙署、营房、堆拨、各门官厅。
- 驻防八旗骁骑营以满洲、蒙古、汉军合编为营，由驻防专城都统、副都统或者将军、城守尉、防守尉等直接管理，控制险要地区，镇守地方。内务府三旗也设有骁骑营，各以骁骑参领五人统辖。